# ميخائيل هيرز
ميخائيل هيرز (بالإنجليزية: Michael Herz)‏ هو كاتب سيناريو ومنتج أفلام ومخرج وممثل أمريكي، ولد في القرن 20 في الولايات المتحدة.

## وصلات خارجية
- ميخائيل هيرز على موقع IMDb (الإنجليزية)
- ميخائيل هيرز على موقع ألو سيني (الفرنسية)
- ميخائيل هيرز على موقع أول موفي (الإنجليزية)
- ميخائيل هيرز على موقع قاعدة بيانات الأفلام السويدية (السويدية)
- ميخائيل هيرز على موقع قاعدة بيانات الفيلم (الإنجليزية)
- ميخائيل هيرز على موقع كينوبويسك (الروسية)